# Provinces et territoires du Canada
Ne doit pas être confondu avec la province du Canada.

Provinces et Territoires du Canada.

Les provinces et territoires du Canada (en anglais : provinces and territories of Canada) sont la plus haute subdivision administrative du pays.  
D'ouest en est, le Canada compte dix provinces : la Colombie-Britannique, l'Alberta, la Saskatchewan, le Manitoba, l'Ontario, le Québec, le Nouveau-Brunswick, l'Île-du-Prince-Édouard, la Nouvelle-Écosse et Terre-Neuve-et-Labrador ; ainsi que trois territoires fédéraux : le Yukon, les Territoires du Nord-Ouest et le Nunavut. 
Les provinces sont des États fédérés possédant, dans leurs champs de compétences législatives, des pouvoirs souverains, indépendamment du gouvernement fédéral. Quant aux territoires, ce sont des subdivisions administratives d'un espace géographique appartenant au gouvernement fédéral et dont l'administration est attribuée au Parlement canadien, qui, par une loi, peut y décentraliser des pouvoirs législatifs en les accordant à des organes politiques chargés d'administrer la partie de territoire qui leur est assignée.

## Étymologie
Le mot « Canada » tire son origine d'un terme autochtone, plus précisément de la langue iroquoise. Les premiers Européens à explorer la région ont été les Français, et ils ont rencontré les peuples autochtones qui utilisaient le mot kanata ou kanataa pour désigner l'ensemble de la région.
Le mot kanata signifie « peuplement » ou « village » en iroquois. Lorsque les Français ont colonisé la région, ils ont adopté le terme « Canada » pour désigner leurs colonies en Amérique du Nord.
Au fil du temps, le terme kanata a évolué en  « Canada »  pour désigner un territoire plus vaste. Il est devenu le nom officiel du pays lorsque la Confédération canadienne a été établie en 1867, regroupant les provinces et les territoires actuels du Canada.

## Répartition des pouvoirs
La répartition des pouvoirs ou champs de compétences respectifs du gouvernement fédéral et des provinces est prévue principalement aux articles 91, 92 et 93 de la Loi constitutionnelle de 1867. Les objets non prévus par la constitution relèvent du gouvernement fédéral ; c'est ce qu'on désigne par l'expression pouvoir résiduaire.
Chaque province possède son parlement, son gouvernement (premier ministre, ministres), son lieutenant-gouverneur, son budget, ses tribunaux, etc. Les champs de compétence appartenant aux provinces comprennent notamment la propriété et les droits civils, les programmes sociaux, la santé, l'éducation, l'administration de la justice, les institutions municipales, etc. Les provinces peuvent lever un impôt sur le revenu et percevoir des droits de licence. Certaines d'entre elles reçoivent des paiements de transfert et/ou de péréquation du gouvernement fédéral en vertu d'ententes administratives entre les deux ordres de gouvernement.
Le territoire est une entité administrative à laquelle le Parlement fédéral a accordé l'existence d'une assemblée législative, mais elle reste sous la souveraineté du Gouverneur général du Canada et sous la juridiction du gouvernement du Canada par l'entremise d'un commissaire nommé par la Chambre des communes. Les territoires sont toujours une création d'une loi du Parlement du Canada. Il existe un courant politique dans les territoires promouvant une transformation juridique du statut des territoires en province.
Les législatures provinciales et territoriales sont monocamérales ; deux provinces autorisées (Québec et Nouvelle-Écosse) ayant aboli leur conseil législatif (chambre haute non élue) pour ne conserver que l'assemblée législative élue. Les législatures provinciales fonctionnent selon une procédure similaire à celle de la Chambre des communes canadienne. Le chef du gouvernement de chaque province, appelé le premier ministre, est généralement le chef du parti qui possède le plus de sièges à l'assemblée législative. C'est aussi le cas au Yukon. Les législatures des Territoires du Nord-Ouest et du Nunavut n'ont pas de partis. Le représentant du monarque dans chaque province est le lieutenant-gouverneur ; pour les territoires, l'équivalent est le commissaire, qui représente le gouvernement fédéral plutôt que le monarque directement, mais exerce en général les fonctions symboliques d'un lieutenant-gouverneur.

## Dix provinces et trois territoires
Le tableau triable ci-après liste les dix provinces et les trois territoires du Canada avec :
- le nom courant de la province ou du territoire en français (suivi de son genre en français : m pour masculin, f pour féminin et t pour toujours sans article[2]) ;
- l'abréviation en deux caractères de la province ou du territoire telle que définie par le Canadian postal abbreviations for provinces and territories et reprise par la norme ISO 3166-2:CA des subdivisions nationales ;
- le rang suivi de la date d'entrée, c'est-à-dire la date à laquelle la province ou le territoire a été admis dans la Confédération ;
- la population ;
- la capitale de la province ou du territoire ;
- la ville la plus peuplée au 10 mai 2011 selon Statistique Canada ;
- le drapeau officiel de la province ou du territoire.

Pour trier, cliquez sur le petit signe après le titre de la colonne. Les territoires apparaissent sur fond gris.

| Carte | Drapeau | Nom de la province ou du territoire (genre) | Code | Rang Date d'entrée | Population en 2016 (% pop. totale) | Superficie en km2 (% sup. totale) | Terres (km2) | Eaux douces (km2) | Densité de la population | Sièges (%)   | Capitale                  | Ville la plus peuplée     |
| ----- | ------- | ------------------------------------------- | ---- | ------------------ | ---------------------------------- | --------------------------------- | ------------ | ----------------- | ------------------------ | ------------ | ------------------------- | ------------------------- |
|       |         | Alberta (f)                                 | AB   | 9 1er sept. 1905   | 4 067 175 (11,57 %)                | 661 848 (6,6 %)                   | 642 317      | 19 531            | 6,15                     | 34 (9,1 %)   | Edmonton                  | Calgary                   |
|       |         | Colombie-Britannique (f)                    | BC   | 6 20 juill. 1871   | 4 648 055 (13,22 %)                | 944 735 (9,5 %)                   | 925 186      | 19 549            | 4,92                     | 42 (11,7 %)  | Victoria                  | Vancouver                 |
|       |         | Île-du-Prince-Édouard (f)                   | PE   | 7 1er juill. 1873  | 142 907 (0,41 %)                   | 5 660 (0,1 %)                     | 5 660        | 0                 | 25,25                    | 4 (1,3 %)    | Charlottetown             | Charlottetown             |
|       |         | Manitoba (m)                                | MB   | 5 15 juill. 1870   | 1 278 365 (3,64 %)                 | 647 797 (6,5 %)                   | 553 556      | 94 241            | 1,97                     | 14 (4,5 %)   | Winnipeg                  | Winnipeg                  |
|       |         | Nouveau-Brunswick (m)                       | NB   | 4 1er juill. 1867  | 747 101 (2,13 %)                   | 72 908 (0,7 %)                    | 71 450       | 1 458             | 10,25                    | 10 (3,2 %)   | Fredericton               | Moncton                   |
|       |         | Nouvelle-Écosse (f)                         | NS   | 3 1er juill. 1867  | 923 598 (2,63 %)                   | 55 284 (0,6 %)                    | 53 338       | 1 946             | 16,71                    | 11 (3,6 %)   | Halifax                   | Halifax                   |
|       |         | Ontario (m)                                 | ON   | 1 er juill. 1867   | 13 448 494 (38,26 %)               | 1 076 395 (10,8 %)                | 917 741      | 158 654           | 12,49                    | 121 (34,4 %) | Toronto                   | Toronto                   |
|       |         | Québec (m)                                  | QC   | 2 1er juill. 1867  | 8 164 361 (23,23 %)                | 1 542 056 (15,4 %)                | 1 365 128    | 176 928           | 5,30                     | 78 (24,4 %)  | Québec                    | Montréal                  |
|       |         | Saskatchewan (f)                            | SK   | 8 1er sept. 1905   | 1 098 352 (3,13 %)                 | 651 036 (6,5 %)                   | 591 670      | 59 366            | 1,69                     | 14 (4,5 %)   | Regina                    | Saskatoon                 |
|       |         | Terre-Neuve-et-Labrador (t)                 | NL   | 10 31 mars 1949    | 519 716 (1,49 %)                   | 405 212 (4,1 %)                   | 373 872      | 31 340            | 1,28                     | 7 (2,3 %)    | Saint-Jean de Terre-Neuve | Saint-Jean de Terre-Neuve |
|       |         | Nunavut (m)                                 | NU   | 13 1er avr. 1999   | 35 994 (0,10 %)                    | 2 093 190 (21 %)                  | 1 936 113    | 157 077           | 0,02                     | 1 (0,3 %)    | Iqaluit                   | Iqaluit                   |
|       |         | Territoires du Nord-Ouest (m)               | NT   | 12 15 juill. 1870  | 41 786 (0,12 %)                    | 1 346 106 (13,5 %)                | 1 183 085    | 163 021           | 0,03                     | 1 (0,3 %)    | Yellowknife               | Yellowknife               |
|       |         | Yukon (m)                                   | YT   | 11 13 juin 1898    | 35 874 (0,10 %)                    | 482 443 (4,8 %)                   | 474 391      | 8 052             | 0,07                     | 1 (0,3 %)    | Whitehorse                | Whitehorse                |

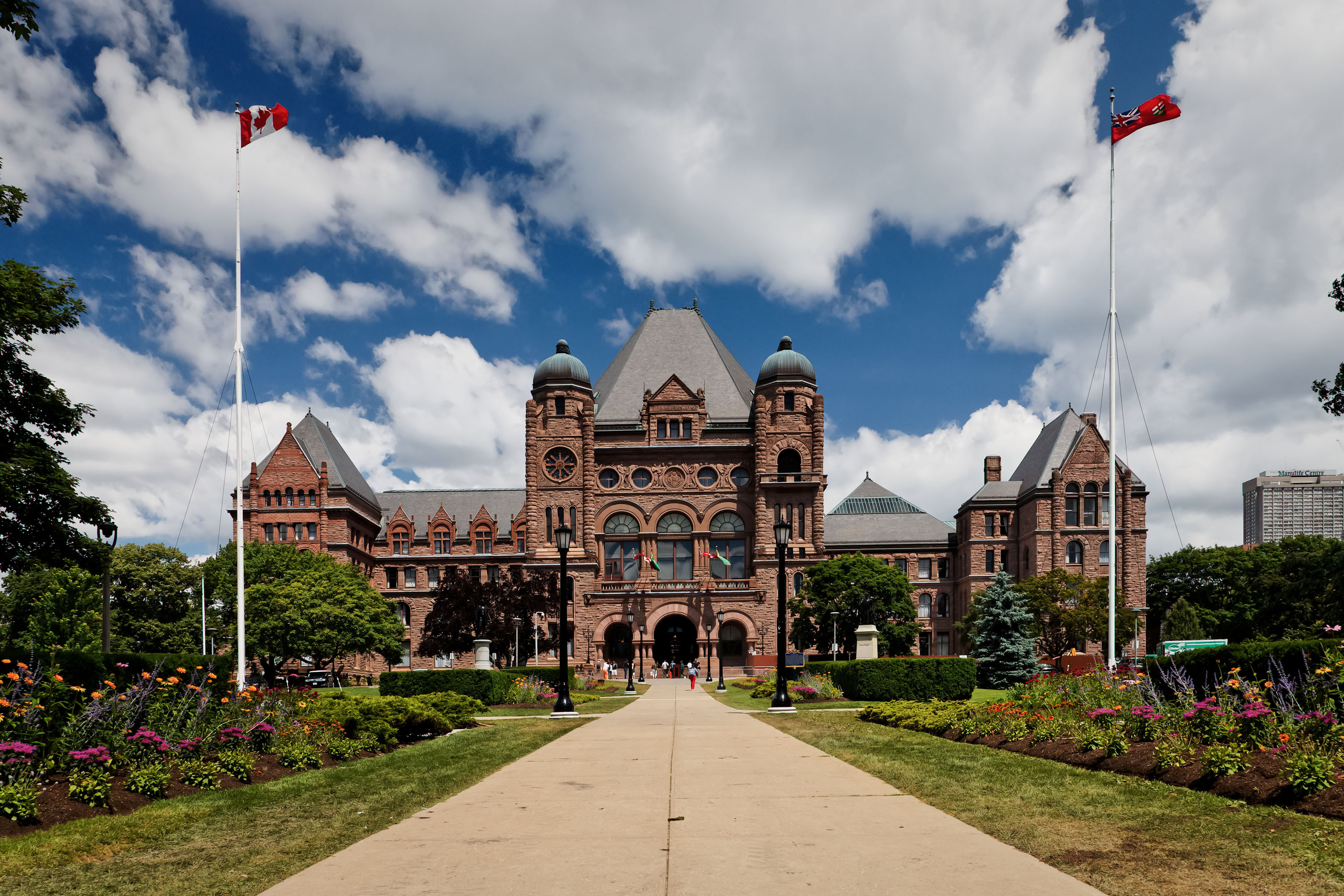
Édifice de l'Assemblée législative de l'Ontario (Toronto).
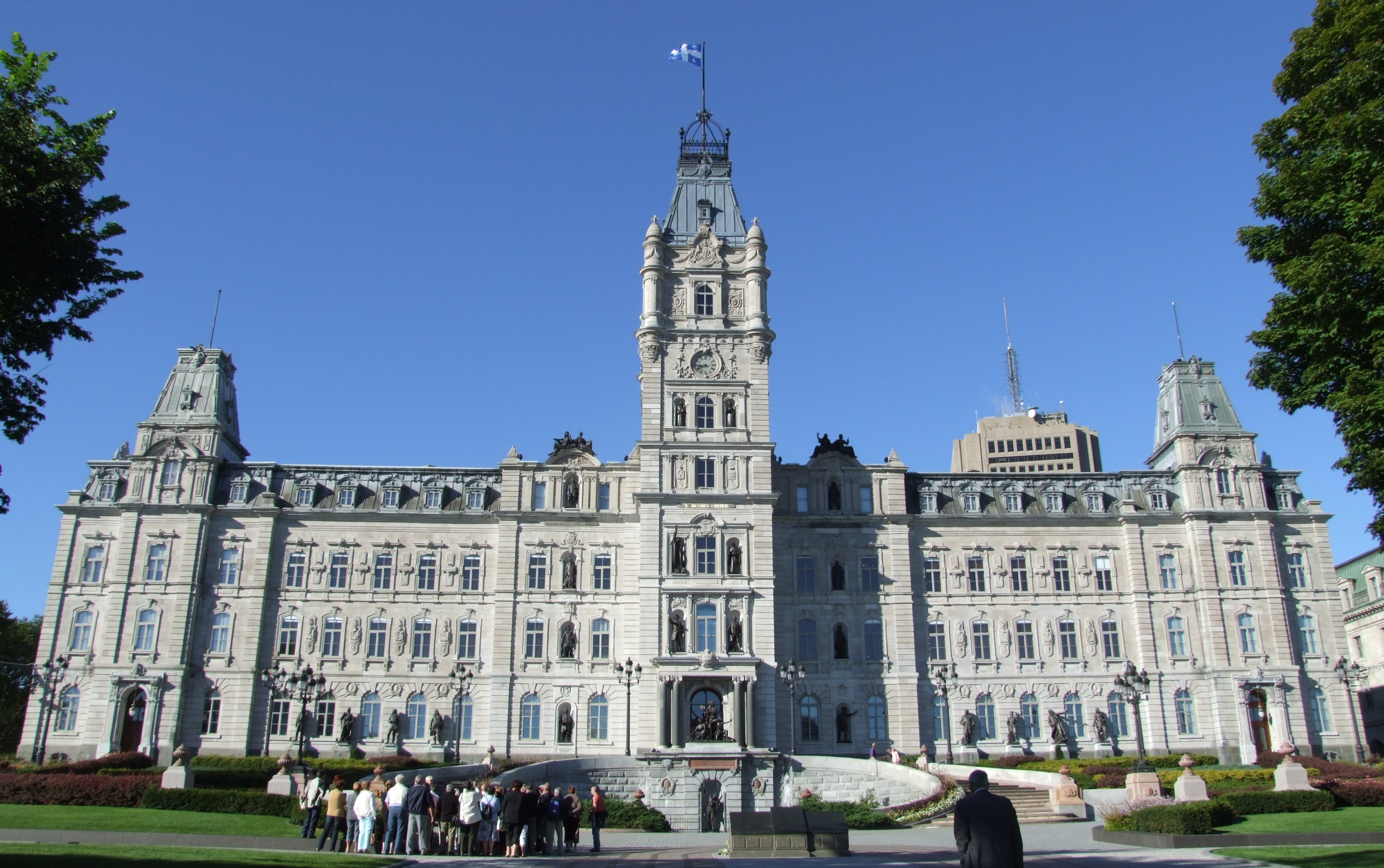
Hôtel du Parlement du Québec (Québec).
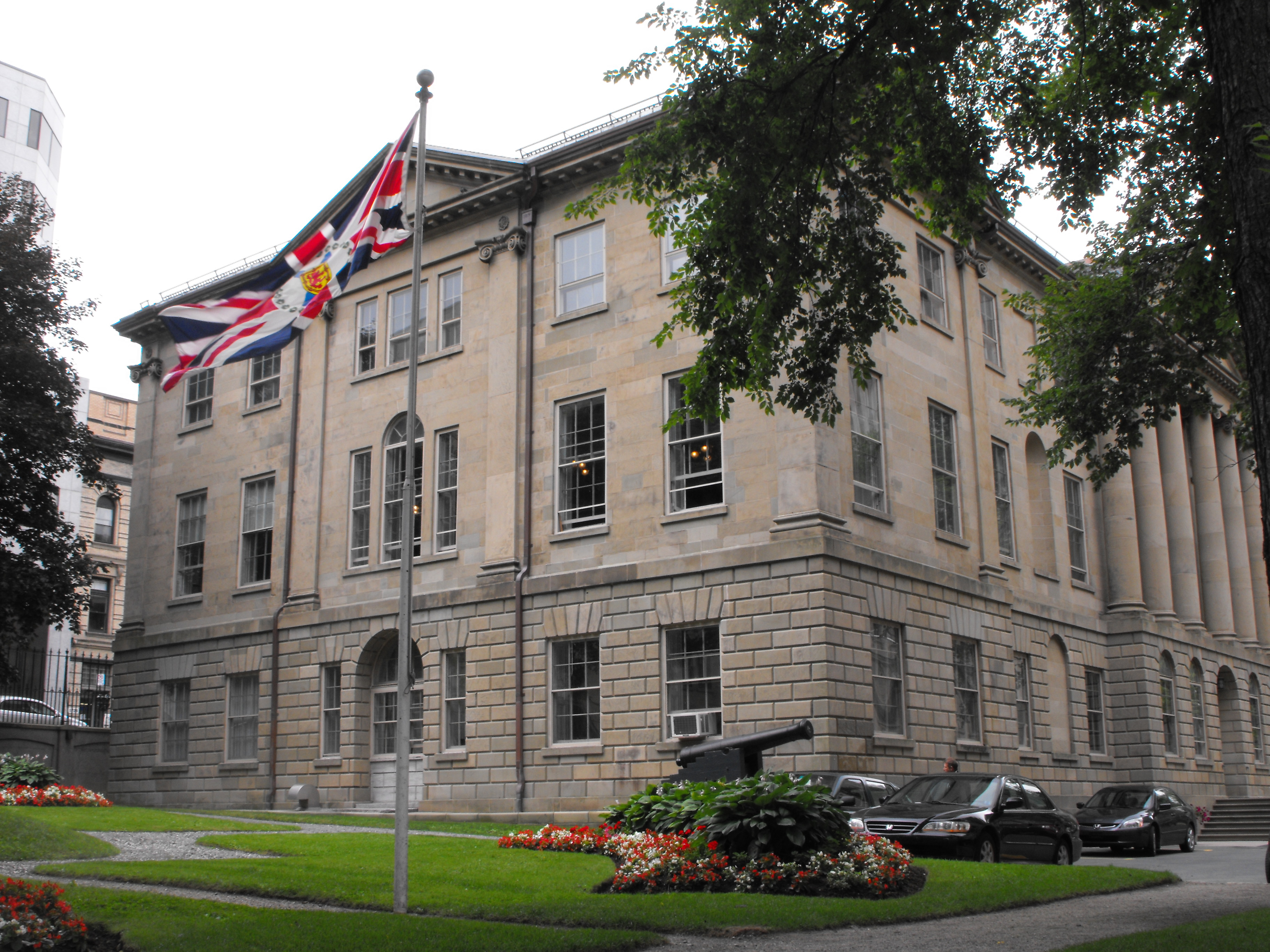
Édifice de la Chambre d'assemblée de la Nouvelle-Écosse (Halifax).
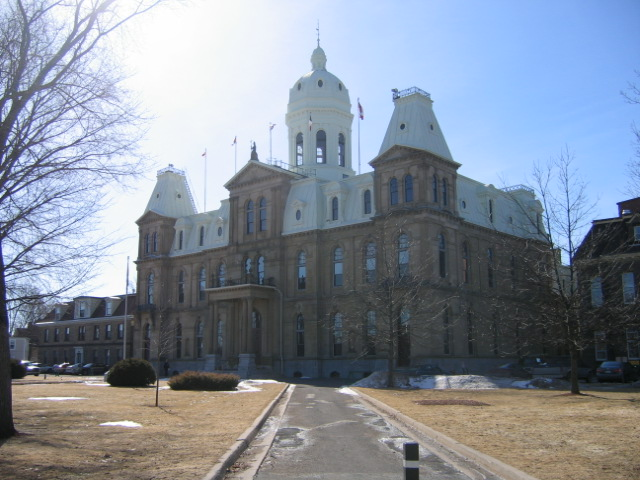
Édifice de l'Assemblée législative du Nouveau-Brunswick (Fredericton).
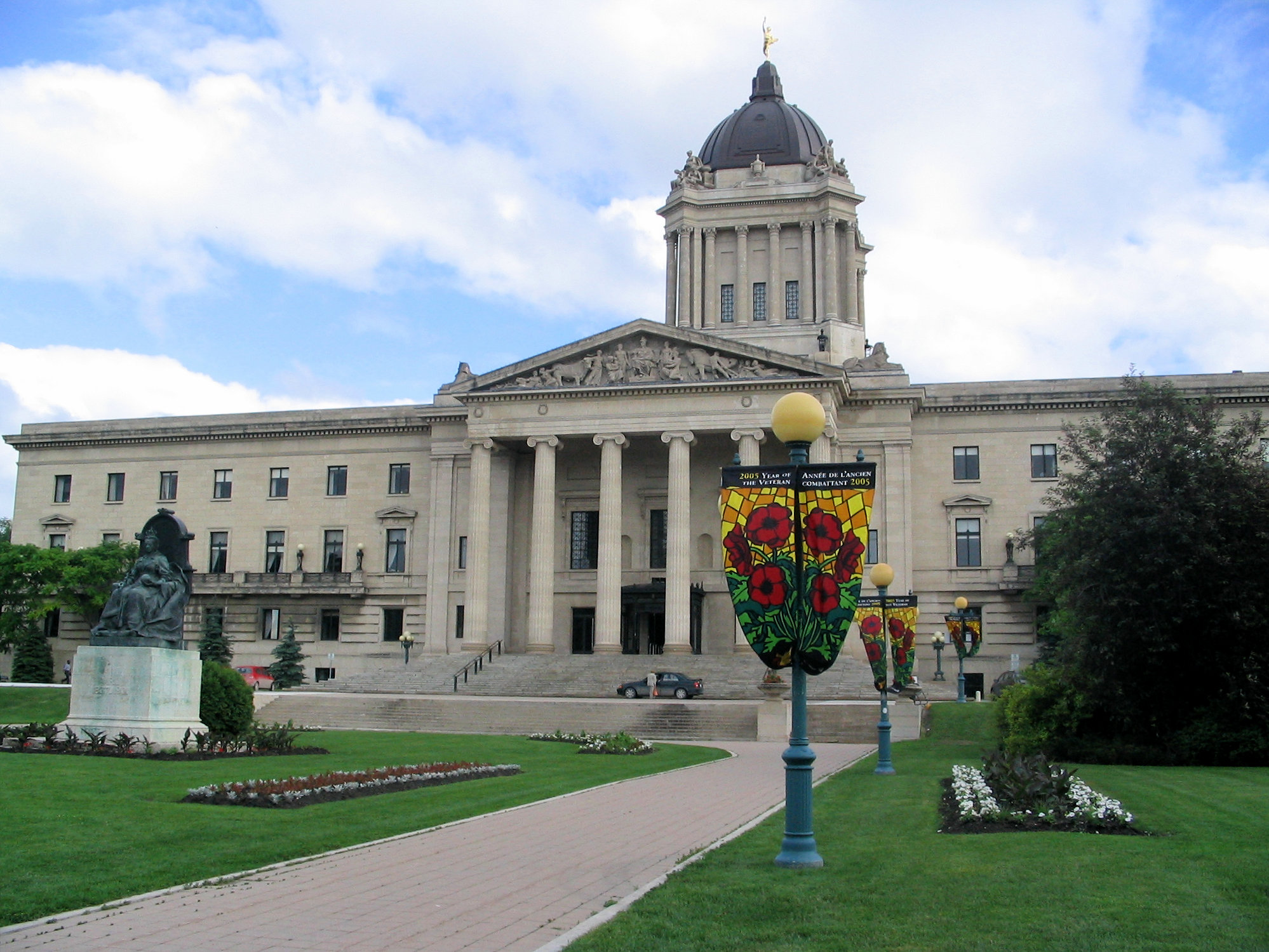
Édifice de l'Assemblée législative du Manitoba (Winnipeg).
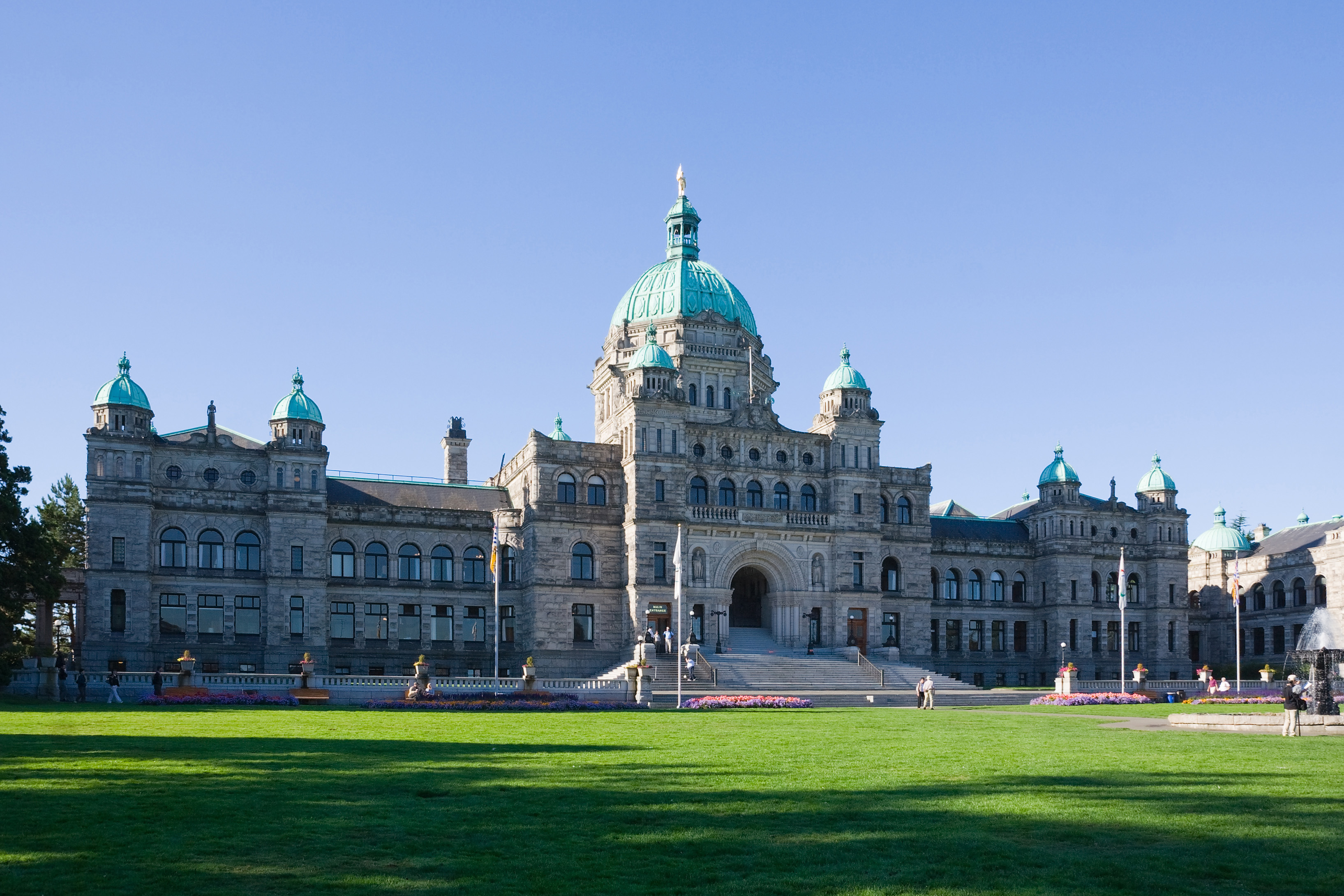
Parlement de la Colombie-Britannique (Victoria).
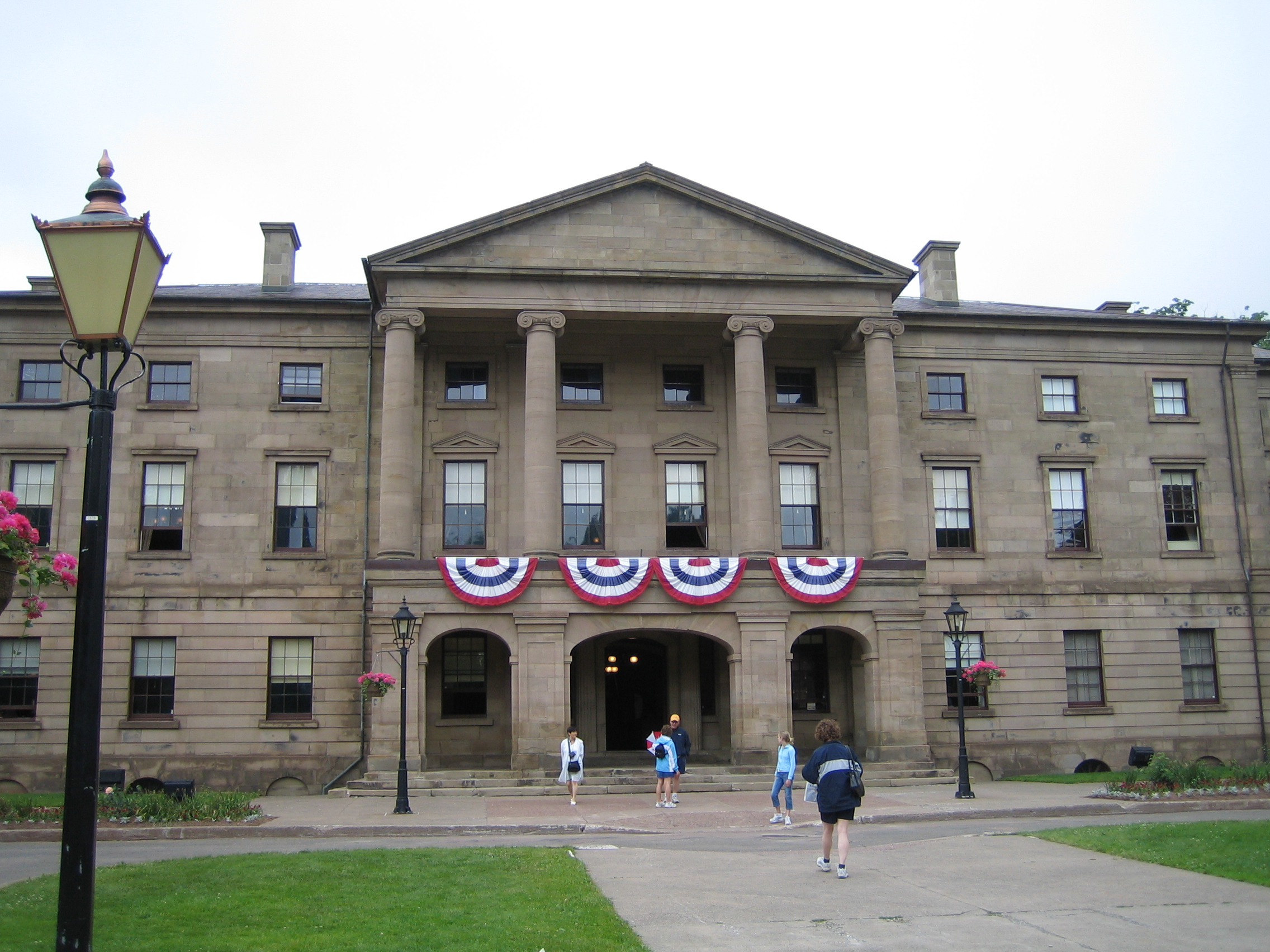
Édifice de l'Assemblée législative de l'Île-du-Prince-Édouard (Charlottetown).
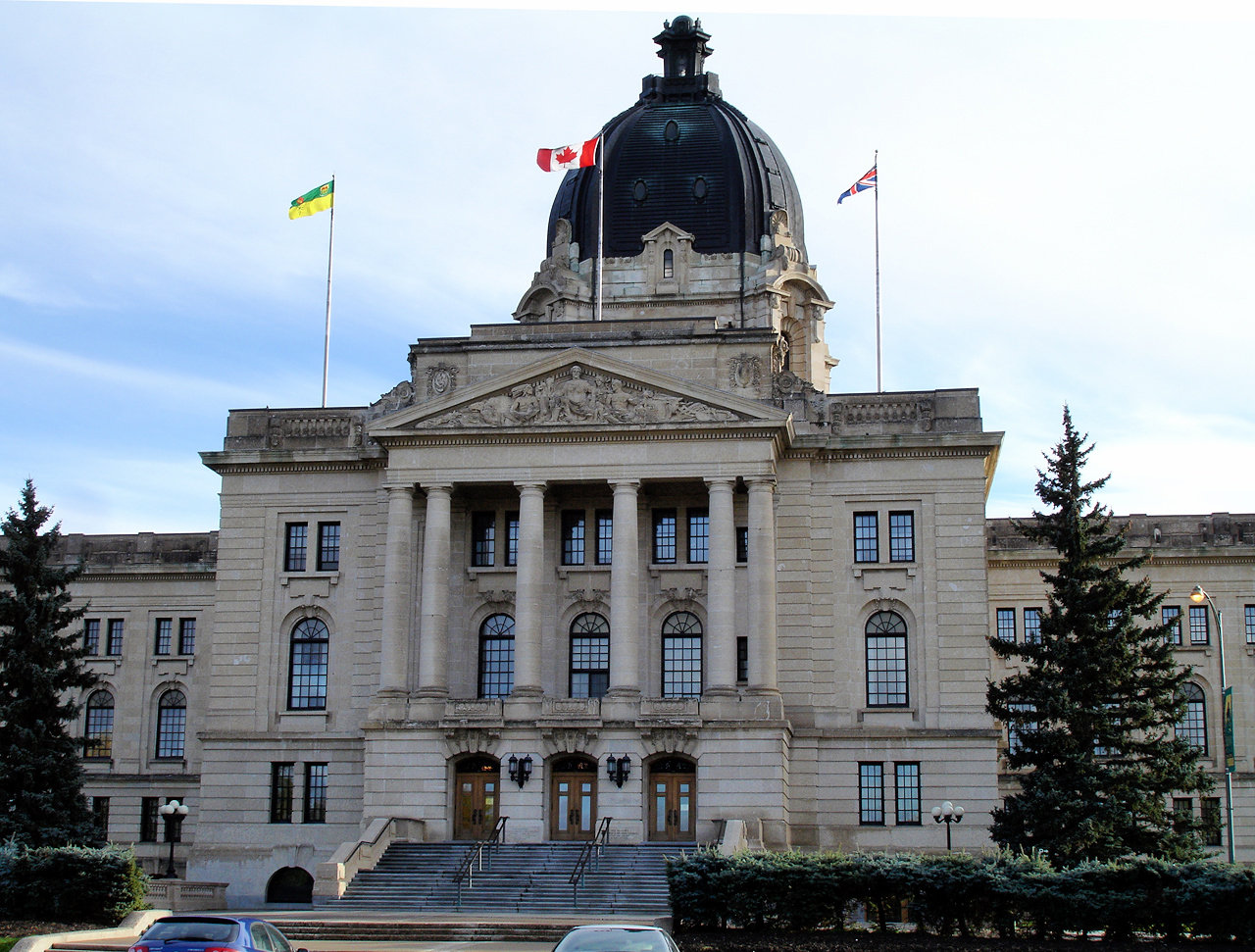
Édifice de l'Assemblée législative de la Saskatchewan (Regina).
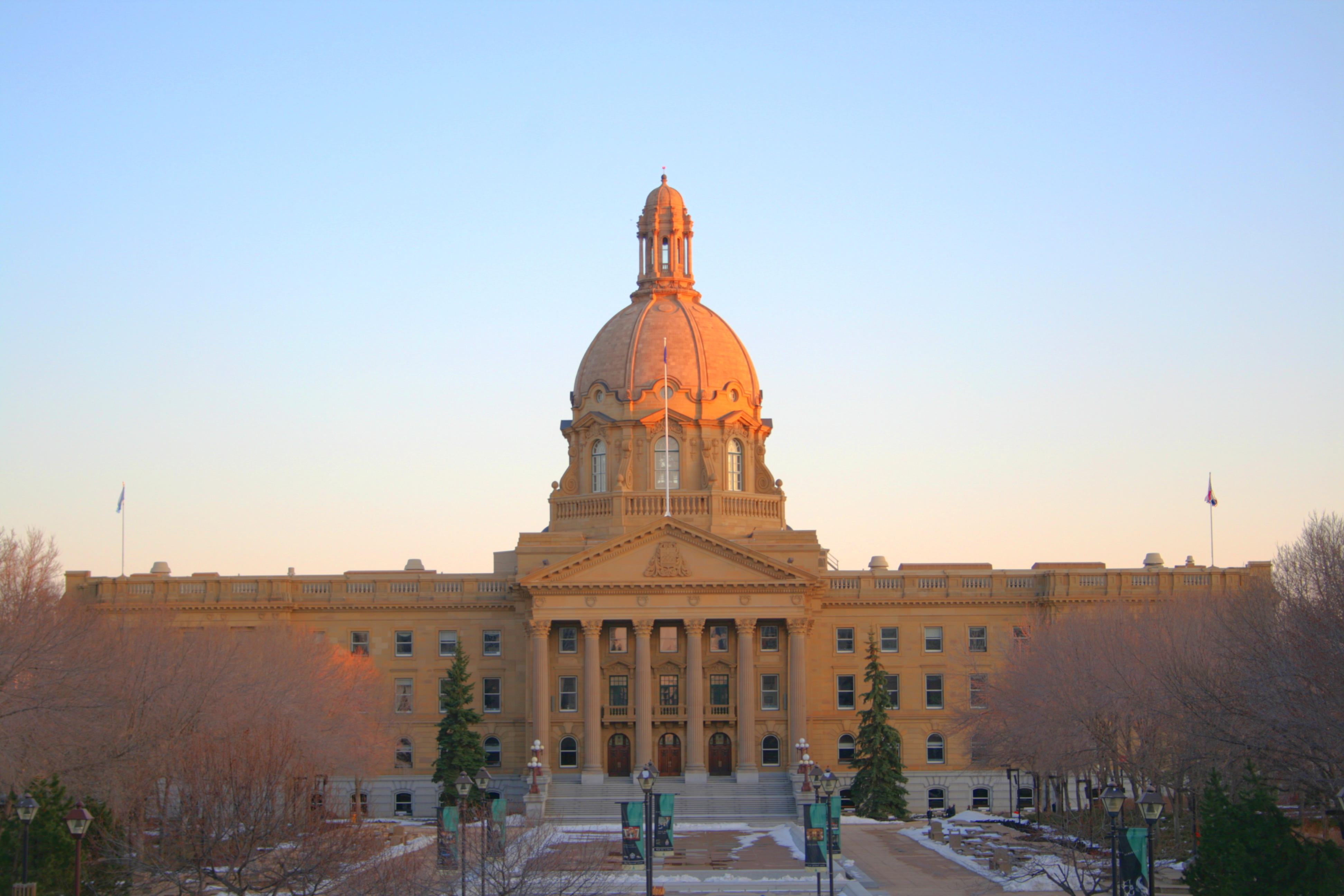
Édifice de l'Assemblée législative de l'Alberta (Edmonton).
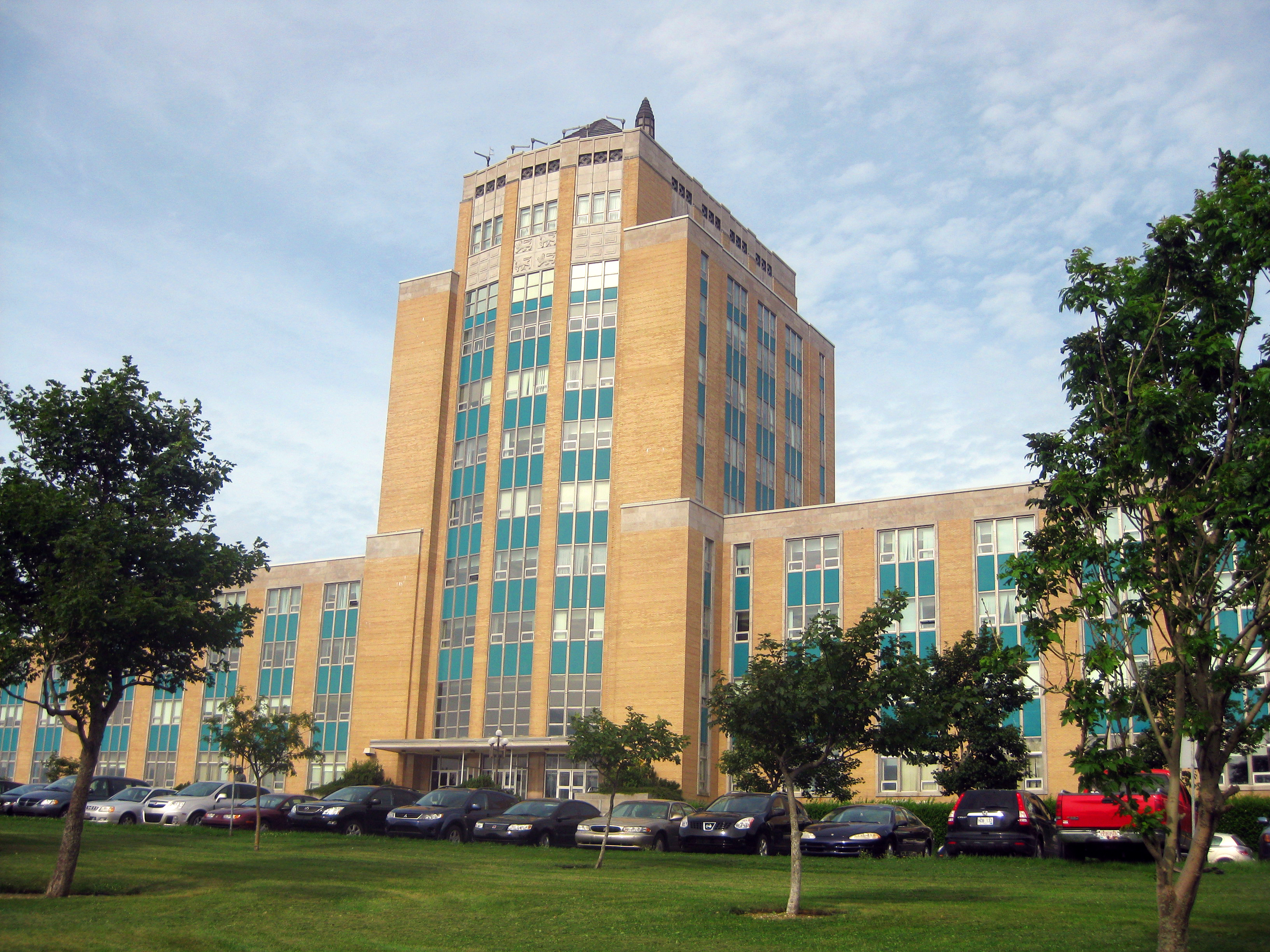
Édifice de la Confédération de Terre-Neuve-et-Labrador (Saint-Jean de Terre-Neuve).
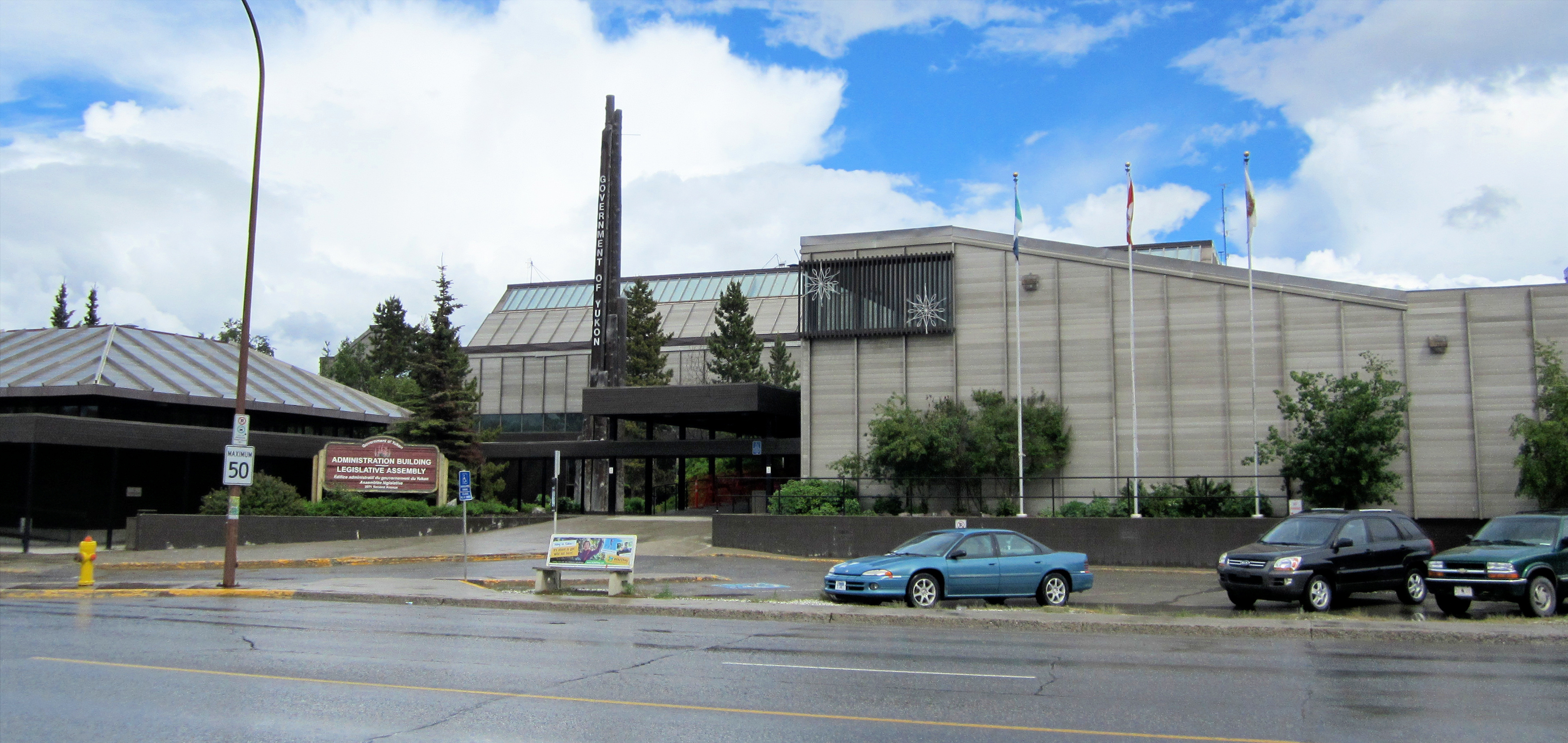
Édifice de l'Assemblée législative du Yukon (Whitehorse).
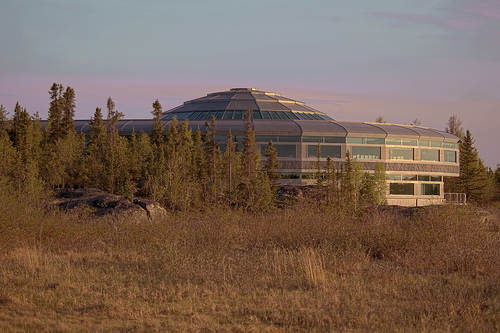
Édifice de l'Assemblée législative des Territoires du Nord-Ouest (Yellowknife).
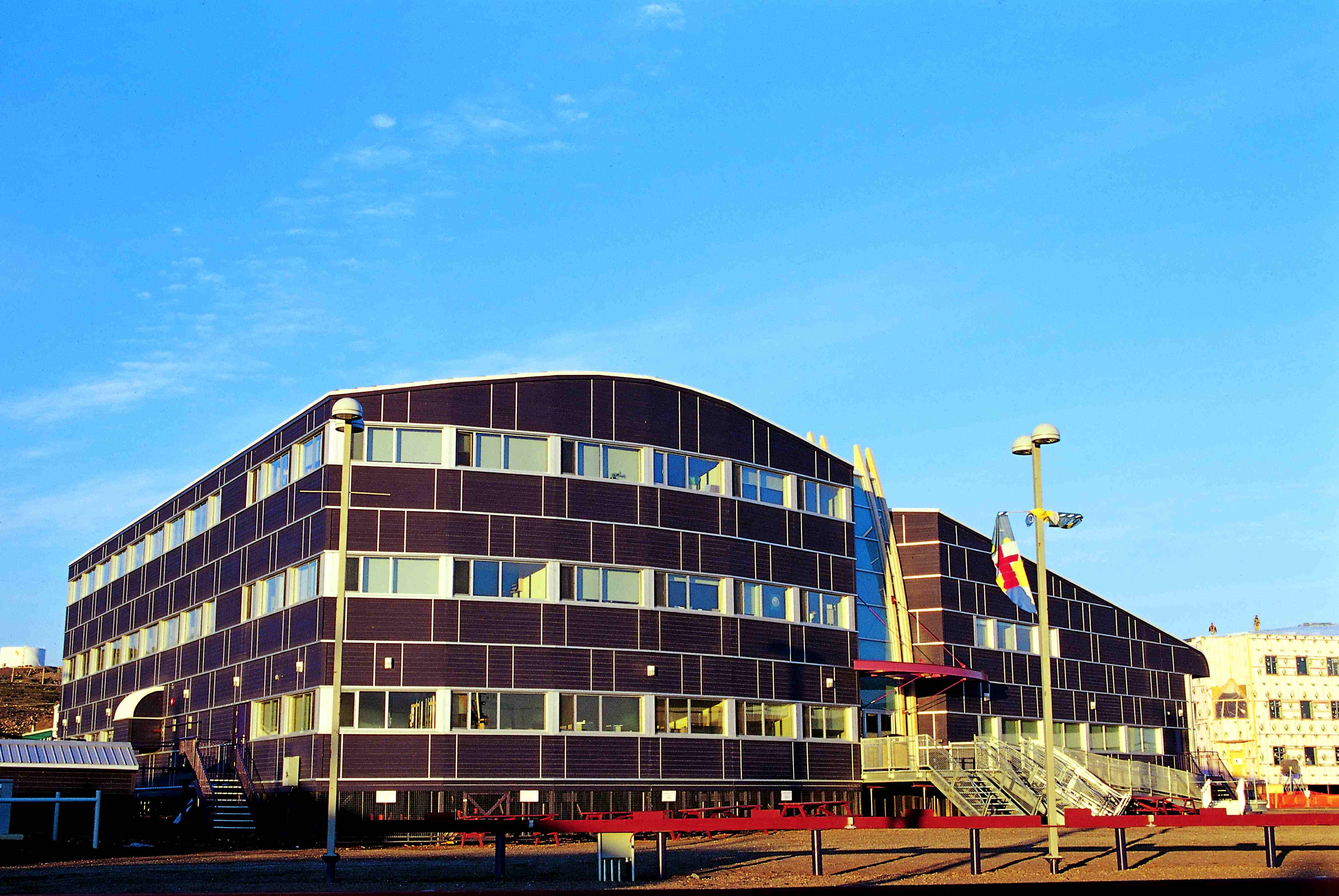
Édifice de l'Assemblée législative du Nunavut (Iqaluit).